# 沙烏地阿拉伯國家男子籃球隊
沙烏地阿拉伯國家男子籃球隊是代表沙烏地阿拉伯參加比賽的國家籃球隊。本隊最大的榮耀是在1999年亞洲籃球錦標賽贏得銅牌。